# LDU Quito
Liga Deportiva Universitaria de Quito, vanligtvis endast LDU Quito, är en fotbollsklubb från Ecuador, baserat i staden Quito. Klubben grundades den 11 januari 1930 och var bland annat den första ecuadorianska klubben att vinna Copa Libertadores.